# Luis Alvarenga
Luis Gustavo Alvarenga Gaona (Asunción, 11 ottobre 1938 – 23 gennaio 2013) è stato un cestista paraguaiano.

## Carriera
Con il Paraguay ha disputato i Campionati del mondo del 1967, segnando 33 punti in 8 partite.